# Порядок наследования египетского престола

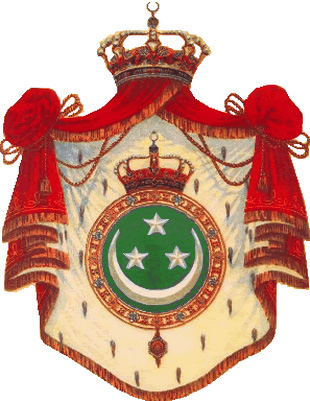
Герб династии Мухаммеда Али

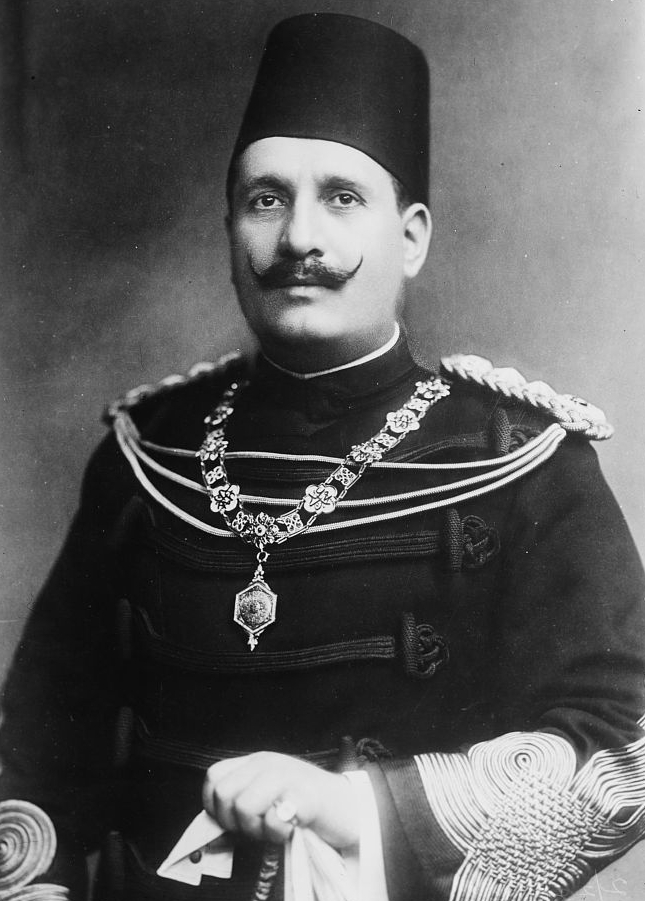
Ахмед Фуад I (1868—1936), 2-й султан Египта и Судана (1917—1922), 1-й король Египта и Судана (1922—1936)

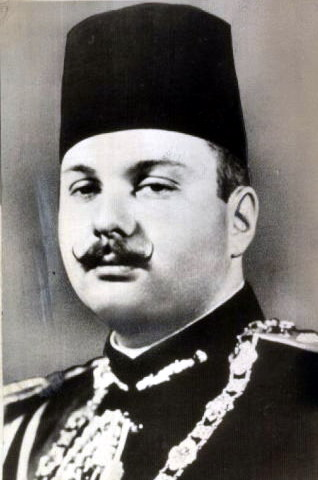
Фарук I (1920—1965), 2-й король Египта и Судана (1936—1952)

Порядок наследования египетского престола во время династии Мухаммеда Али был предметом ряда изменений в течение всей истории. В 1805—1866 годах престол наследовался по принципу османского лествичного права, в ходе которого старший член правящей династии имел право на престолонаследие. В 1866 году хедив Египта Исмаил-паша получил от османского султана фирман, который ограничивался порядок престолонаследия мужскими потомками Исмаила-паши. Новый порядок престолонаследия оставался в силе до отмены египетской монархии в 1953 году.
В 1914 году британское правительство отстранило от власти египетского хедива Аббаса II (1874—1944), старшего потомка Исмаила-паши, и объявил Египет своим протекторатом. Его сын Мухаммад Абдель Моним (1899—1979) лишился своего места в линии престолонаследии . Престол перешел к линиям дядей Аббаса II, Хусейна Камиля и Ахмеда Фуада I. Королевский указ от 13 апреля 1922 года исключал Аббаса II из линии престолонаследия, хотя и заявлял, что это не распространяется на его сыновей и потомков. В результате, потомки по мужской линии принца Мухаммеда Абдель Монима сохранили право на наследование престола и руководящую должность в порядке старшинства в династии Мухаммеда Али.

## Текущая линия наследования
- Исмаил-паша (1830—1895)
  -  Тауфик-паша (1852—1892)
    -   Аббас II Хильми (1874—1944)
      -  Мухаммед Абдель Моним, принц-регент Египта и Судана (1899—1979)
        -  (4) Принц Аббас Хильми (род. 1941)
          -  (5) Принц Дауд Абдул Моним (род. 1979)

  -   Ахмед Фуад I (1868—1936)
    -   Фарук I (1920—1965)
      -   Ахмед Фуад II (род. 1952)
        - (1) Мухаммед Али, принц Саид (род. 1979)
          -  (2) Принц Фуад Захер (род. 2017)[4]

        -  (3) Принц Фахруддин (род. 1987)[5]

## Порядок престолонаследия в июне 1953 года
- Исмаил-паша (1830—1895)
  -  Тауфик-паша (1852—1892)
    -  Аббас II Хильми (1874—1944)
      -  (2) Мухаммед Абдель Моним, принц-регент Египта и Судана (род. 1899)
        -  (3) Принц Аббас Хильми (род. 1941)

    -  (1) Принц Мухаммед Али Тауфик (род. 1875)

  - Принц Хасан Исмаил (1854—1888)
    - Принц Азиз Хасан (1873—1925)
      - (4) Принц Исмаил Азиз Хасан (род. 1918)
      - (5) Принц Хасан Азиз Хасан (род. 1924)

    - Принц Мухаммед Али Хасан (1884—1945)
      - (6) Принц Мухаммед Изуддин Хасан (род. 1914)
      - (7) Набиль Исмаил Иззат Хасан (род. 1920)

  -   Ахмед Фуад I (1868—1936)
    -   Фарук I (род. 1920)
      -   Ахмед Фуад II (род. 1952).